# Micholaemus gerstaeckeri
Micholaemus gerstaeckeri is een keversoort uit de familie waaierkevers (Rhipiphoridae). De wetenschappelijke naam van de soort is voor het eerst geldig gepubliceerd in 1971 door Viana.